# Chicago XXVI: Live in Concert
Chicago XXVI: Live in Concert je album v živo chichaške rock zasedbe Chicago, ki je izšel leta 1999 pri njihovi založbi Chicago Records. To je drugi album v živo skupine, ki je izšel v ZDA in prvi te vrste po albumih Chicago at Carnegie Hall (1971) in Live in Japan (1972), čeprav je skupina v začetku 90. let izdala posnetke dveh koncertov na videokaseti.

## Ozadje
Album vsebuje predvsem največje hite skupine in tri nove studijske posnetke, med njimi tudi »(Your Love Keeps Lifting Me) Higher and Higher«, pri kateri je glavni vokal prispeval Michael McDonald.
Chicago XXVI: Live in Concert je izšel pri založbi Chicago Records in postal prvi novi album skupine po albumu Take Me Back to Chicago, ki se ni uvrstil na lestvice. Založba je kmalu po izdaji prenehala z delovanjem.
Sprejem poslušalcev, ki so kupili album je bil mešan. Številni so cenili, da je takratna zasedba končno izdala uraden album v živo, drugi so prav tako cenili dejstvo, da so bili posnetki narejeni z moderno tehniko, kar je prispevalo k modernejšemu zvoku. Skupina je bila pohvaljena tudi za čiste nastope, v primerjavi s slabšimi nastopi na starejših posnetkih.
Tarča kritik je bilo pogosto McDonaldovo sodelovanje na albumu, ko je skupina imela več solo pevcev. Nekaj kritik je prejelo tudi studijsko nasnemavanje vokalov in trobil k živim posnetkom. Reakcije nad izborom skladb so bile mešane. Nekateri so kritizitali pomanjkanje skladb iz obdobja po letu 1984, drugi pa so opozorili, da posnetki, izbrani za album, niso bili zelo drugačni od drugih živih posnetkov, ki jih je skupina komercialno prodajala v 90. letih.
Ne glede na kritike, ostaja Chicago XXVI popularen zbirateljski album, predvsem zaradi svoje relativne obskurnosti v primerjavi z drugimi albumi skupine.

## Seznam skladb
| Št. | Naslov | Pisec                                   | Dolžina |
| --- | --- | --------------------------------------- | ------- |
| 1.  | „Ballet for a Girl in Buchannon« 1. »Make Me Smile« 2. »So Much to Say, So Much to Give« 3. »Anxiety's Moment« 4. »West Virginia Fantasies« 5. »Colour My World« 6. »To Be Free« 7. »Now More Than Ever‟ | James Pankow                            | 13:29   |
| 2.  | „(I've Been) Searchin' So Long‟ | Pankow                                  | 4:40    |
| 3.  | „Mongonucleosis‟ | Pankow                                  | 3:39    |
| 4.  | „Hard Habit To Break‟ | Steve Kipner, Jon Parker                | 5:16    |
| 5.  | „Call on Me‟ | Lee Loughnane                           | 4:33    |
| 6.  | „Feelin' Stronger Every Day‟ | Peter Cetera, Pankow                    | 4:24    |
| 7.  | „Just You 'n' Me‟ | Pankow                                  | 6:18    |
| 8.  | „Beginnings‟ | Robert Lamm                             | 5:51    |
| 9.  | „Hard to Say I'm Sorry/Get Away‟ | Cetera, David Foster, Lamm              | 5:38    |
| 10. | „25 or 6 to 4‟ | Lamm                                    | 5:51    |
| 11. | „Back to You‟ (nova skladba) | Lamm, Keith Howland                     | 3:41    |
| 12. | „If I Should Ever Lose You‟ (nova skladba) | Burt Bacharach, Tonio K                 | 4:30    |
| 13. | „(Your Love Keeps Lifting Me) Higher and Higher‟ (nova skladba; feat. Michael McDonald) | Gary Jackson, Raynard Miner, Carl Smith | 4:11    |

## Zasedba
- Bill Champlin – klaviature, kitare, solo vokal, spremljevalni vokal
- Keith Howland – akustična kitara, električna kitara, spremljevalni vokal
- Tris Imboden – bobni, tolkala
- Robert Lamm – klaviature, akustična kitara, tolkala, solo vokal, spremljevalni vokal
- Lee Loughnane – trobenta, krilnica, tolkala, spremljevalni vokal
- James Pankow – trombon, tolkala, spremljevalni vokal
- Walter Parazaider – saksofon, flavta, klarinet, spremljevalni vokal
- Jason Scheff – bas kitara, solo vokal, spremljevalni vokal